# Eastern Railway
De Eastern Railway is een spoorweg tussen Fremantle en Northam in West-Australië. De spoorweg werd in fases geopend tussen 1881 en 1883 en is drie maal verlegd. De spoorweg loopt verder door naar Kalgoorlie onder de naam Eastern Goldfields Railway.

## Geschiedenis

### Eerste sectie
Op 3 juni 1879 gaf gouverneur Ord in Guildford de eerste spadesteek voor de aanleg van de Fremantle-Guildford Railway. Het evenement viel samen met de viering van het vijftigjarig bestaan van de kolonie West-Australië. De ligging van de eerste sectie van de spoorweg van Fremantle naar Northam is ongeveer dezelfde gebleven sinds de opening op 1 maart 1881. Het eeuwfeest van de spoorweg werd gevierd op 1 maart 1981.
| Stopplaats      | Kilometer | Opmerking |
| --------------- | --------- | --------- |
| Fremantle       | 0         |           |
| Fremantle East  | 1         |           |
| Fremantle North | 3         |           |
| Claremont       | 10        |           |
| Subiaco         | 15        |           |
| Perth, North    |           |           |
| Perth           | 19        |           |
| Perth, East     | 21        |           |
| Guildford       | 32        |           |

### Eerste traject
Het eerste traject voorbij de eerste sectie opende op 11 maart 1884. Hoofdaannemer van de werken was J.W. Wright & Co. Het traject besteeg de Darling Scarp nabij Greenmount Hill en liep door Boya, Darlington, Glen Forrest, Mundaring en Sawyers Valley alvorens naar Mount Helena in het noorden af te buigen. De werken liepen serieuze vertraging op tussen Darlington en Glen Forrest op een plaats die bekend kwam te staan als Devil's Terror. Men stootte op klei tijdens een uitgraving en vervolgens op een ondergrondse bron. De daaropvolgende overstroming veranderde de klei in welzand. De spoorweg diende verlegd te worden naar de bedding van de Nyaania Creek. De kreek werd afgeleid via een kanaal.
| Stopplaats     | Kilometer | Opmerking                                                    |
| -------------- | --------- | ------------------------------------------------------------ |
| Greenmount     | 34        |                                                              |
| Cape Horn      |           | locatie ongeval met een WAGR type C locomotief december 1885 |
| Smith's Mill   | 47        | later gekend als Glen Forrest                                |
| Sawyers Valley | 56        |                                                              |
| White's Mill   | 61        | later gekend als Lion Mill en vervolgens als Mount Helena    |
| Chidlow's Well | 66        |                                                              |

Het werd snel duidelijk dat het traject te steil was voor de steeds zwaarder wordende treinen en locomotieven. Daarom werd in de jaren 1890 een ander traject uitgewerkt. Nadat het tweede traject afgewerkt was, kwam het eerste traject in de archieven van WAGR bekend te staan als Smith's Mill Branch, vervolgens als Mundaring Branch en uiteindelijk als de Mundaring Loop.
Het laatste reizigersverkeer over het eerste traject, tussen Boya en Mount Helena, reed op 24 januari 1954. Het traject tussen Koongamia en Mount Helena sloot op 12 maart 1965. De huidige toestand van de stopplaatsen op het traject zien er als volgt uit:
| Stopplaats     | Opmerking |
| -------------- | --- |
| Bellevue       | Het perron en de gebouwen werden weggehaald tijdens de bouw van het derde traject. |
| Greenmount     | Het perron en de gebouwen werden weggehaald in de jaren 1960. |
| Boya           | (inclusief de Mountain Quarries spoorwegaansluiting) De stationsgebouwen (en de Cape Horn spooraansluiting) werden weggehaald door de Shire of Mundaring tijdens de verlegging van Coulston Road. Het goederenmagazijn werd weggehaald door de Glen Forrest Primary School P&C in november 1962. |
| Darlington     | De stationsgebouwen werden weggehaald in de jaren 1960. Het perron en domein maken deel uit van een natuurreservaat. |
| Glen Forrest   | Het perron en de stationsgebouwen werden weggehaald in de jaren 1960. Een sein is blijven staan. Het huis van de stationschef wordt gebruikt door de lokale geschiedkundige kring. |
| Nyaania        | Niets is overgebleven van de stopplaats. |
| Mahogany Creek | Niets is overgebleven van de stopplaats. |
| Zamia          | Niets is overgebleven van de stopplaats. |
| Mundaring      | Perron en domein maken deel uit van het Mundaring Community Sculpture Park. |
| Sawyers Valley | |
| Mount Helena   | |
| Chidlow        | |

De Eastern Railway werd later verder door getrokken van Northam naar Kalgoorlie. Ze kreeg er de naam Eastern Goldfields Railway.

### Tweede traject
Het tweede traject voorbij de eerste sectie stond bekend als de Parkerville Deviation. Ze werd geopend op 1 juli 1896 en loopt door Swan View, John Forrest National Park, Hovea, Parkerville en Stoneville tot in Mount Helena. De hellingen op het traject waren minder steil en de lijn leed niet aan dezelfde problemen als het eerste traject.
Het traject was oorspronkelijk enkelsporig. Tot 1990 lag de enige spoorwegtunnel van West-Australië op het traject. Door de stijging van het treinverkeer werd het traject ontdubbeld. De tunnel werd buiten gebruik gesteld waardoor het traject door de Darling Scarp iets langer werd. Het tweede traject werd buiten dienst gesteld op 13 februari 1966.

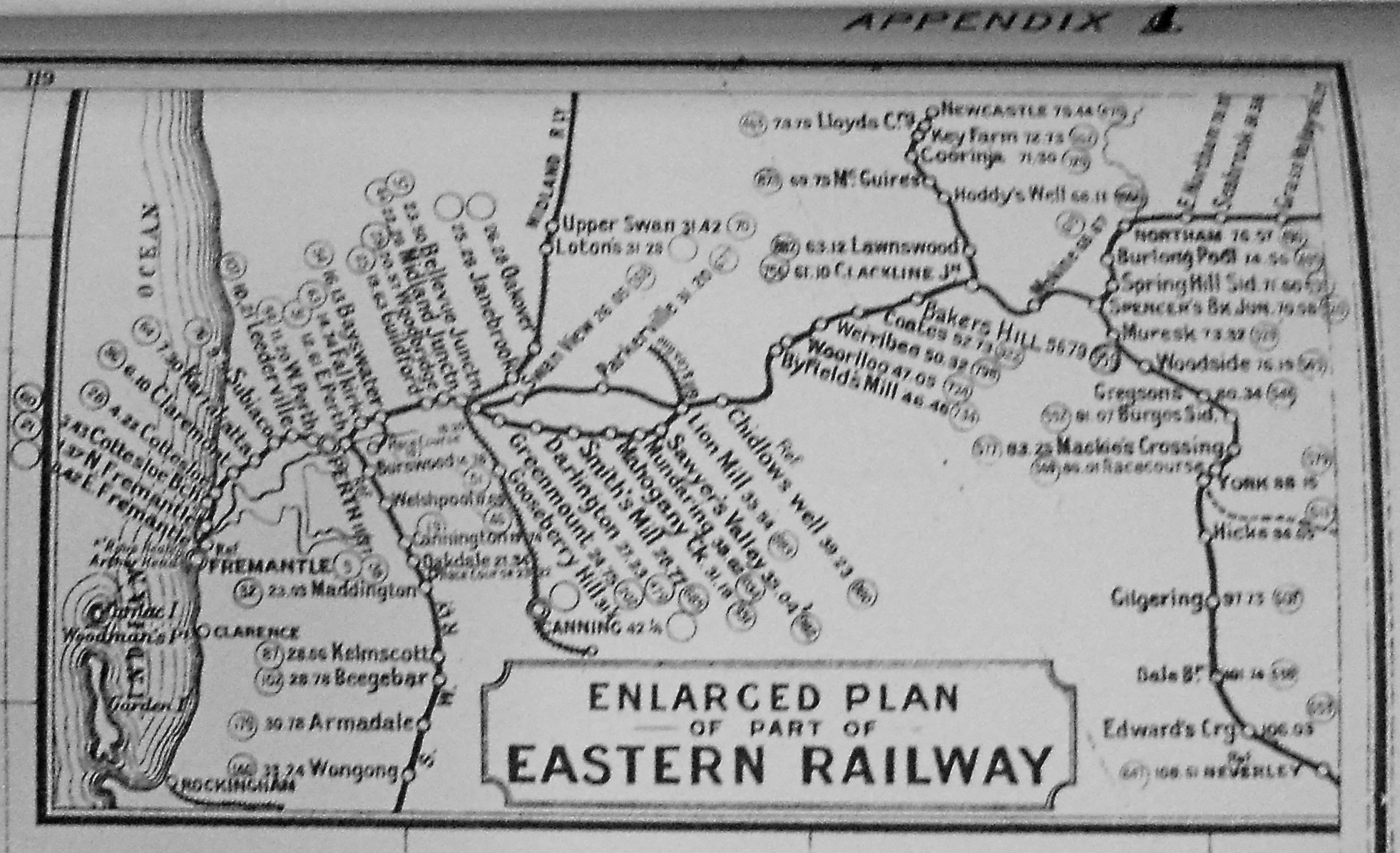
eerste en tweede traject

| Stopplaats     | Opmerking |
| -------------- | --- |
| Bellevue       | Kreeg haar naam op 24 mei 1897 - spooraansluiting voor Helena Vale Racecourse - stopplaats voor Blackboy Hill Camp tijdens de Eerste Wereldoorlog. |
| Swan View      | Geopend in 1921, gesloten in 1962. Op sommige kaarten staat een stopplaats, ten oosten van de Swan View Tunnel, die Tunnel Junction genoemd werd.  |
| National Park  | |
| Hovea          | |
| Parkerville    | |
| Stoneville     | |
| Mount Helena   | |
| Chidlow        | |
| Wooroloo       | |
| Werribee       | |
| Wundowie       | |
| Coates         | |
| Bakers Hill    | |
| Clackline      | |
| Mokine         | |
| Spencers Brook | |
| Spring Hill    | |
| Northam        | |

### Derde Traject
In de jaren 1940 werd het de WAGR duidelijk dat de originele Eastern Railway trajecten niet geschikt waren voor de toekomstige treinladingen die tussen het gebied ten oosten van de Darling Scarp en de kust vervoerd dienden te worden. Als onderdeel van de plannen voor het omsporen van het spoorwegnetwerk van West-Australië en na het goedkeuren van de Railways (Standard Gauge) Construction Act van 1961, werd beslist een nieuw traject met minder steile secties, ten noorden van de vallei van de Avon, aan te leggen.
Het derde traject voorbij de eerste sectie werd oorspronkelijk aangelegd met houten dwarsliggers en spoorrails van 42,6 kg. Het werd in de jaren 1970-80 opgewaardeerd met doorlopend gelaste rails van 60 kilogram op betonnen dwarsliggers. Het is een drierailig dubbelspoor (1.435 mm normaalspoor en 1.067 mm smalspoor) over haar hele lengte met hier en daar een derde wijkspoor om kruisingen of voorbijsteken mogelijk te maken. Deze lussen liggen in Jumperkine, Moondyne en Toodyay West. Het spoor diende op tal van plaatsen heuvels te doorsnijden zoals, ten oosten van Toodyay, de diepe Windmill Hill Cutting. Vijf kilometer ten westen van Northam werd een groot rangeerterrein aangelegd.
Het nieuwe traject opende op 14 februari 1966 en beide oude trajecten werden buiten dienst gesteld.

## 21e eeuw
Het originele traject van de Eastern Railway is een multifunctioneel pad geworden. Wandelaars, fietsers en paardrijders kunnen er gebruik van maken. In de Shire of Mundaring wordt het traject de Rail Reserves Heritage Trail genoemd. Verder naar het oosten, tot in Northam, heet het de Kep Track.
De oorspronkelijke eerste sectie tussen Fremantle en Midland is nog steeds in gebruik en maakt deel uit van Transperths stadsnet. Tussen North Fremantle en East Perth ligt nog steeds enkel smalspoor. De lijn wordt de Fremantle Line genoemd tussen Fremantle en Perth en de Midland Line tussen Perth en Midland.
Transwa's AvonLink, MerredinLink en Prospector treindiensten maken gebruik van de Eastern Railway.
De Indian Pacific, van het bedrijf Journey Beyond, rijdt over de lijn. De Eastern Railway maakt deel uit van haar 4.352 kilometer lange reisweg tussen Perth en Sydney.
De lijn wordt ook bereden door vrachtvervoer van binnen en buiten de staat, ingelegd door Aurizon, Mineral Resources, Pacific National en SCT Logistics. CBH Group rijdt graantreinen over de lijn.

## Galerij

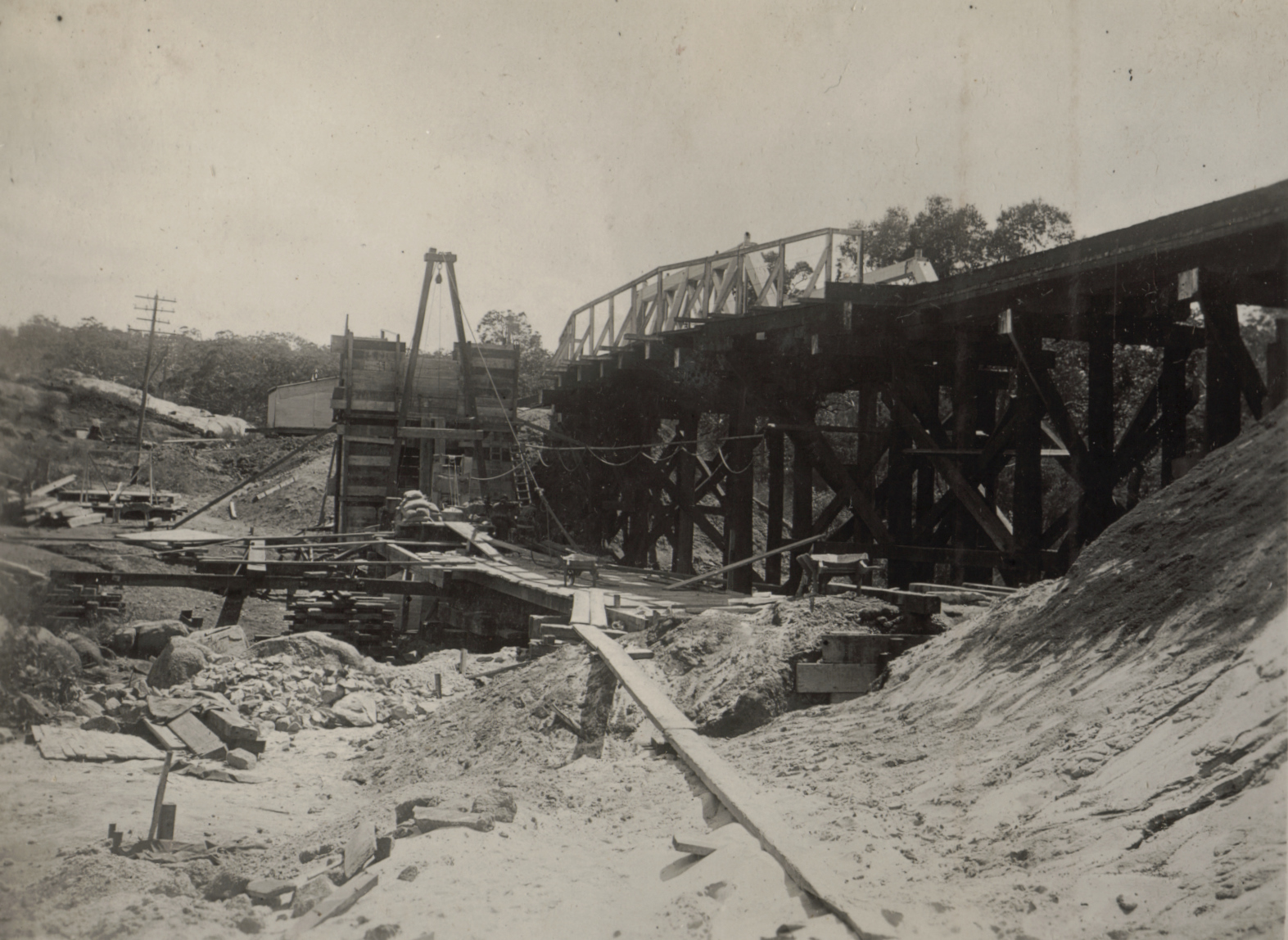
15 maart 1927
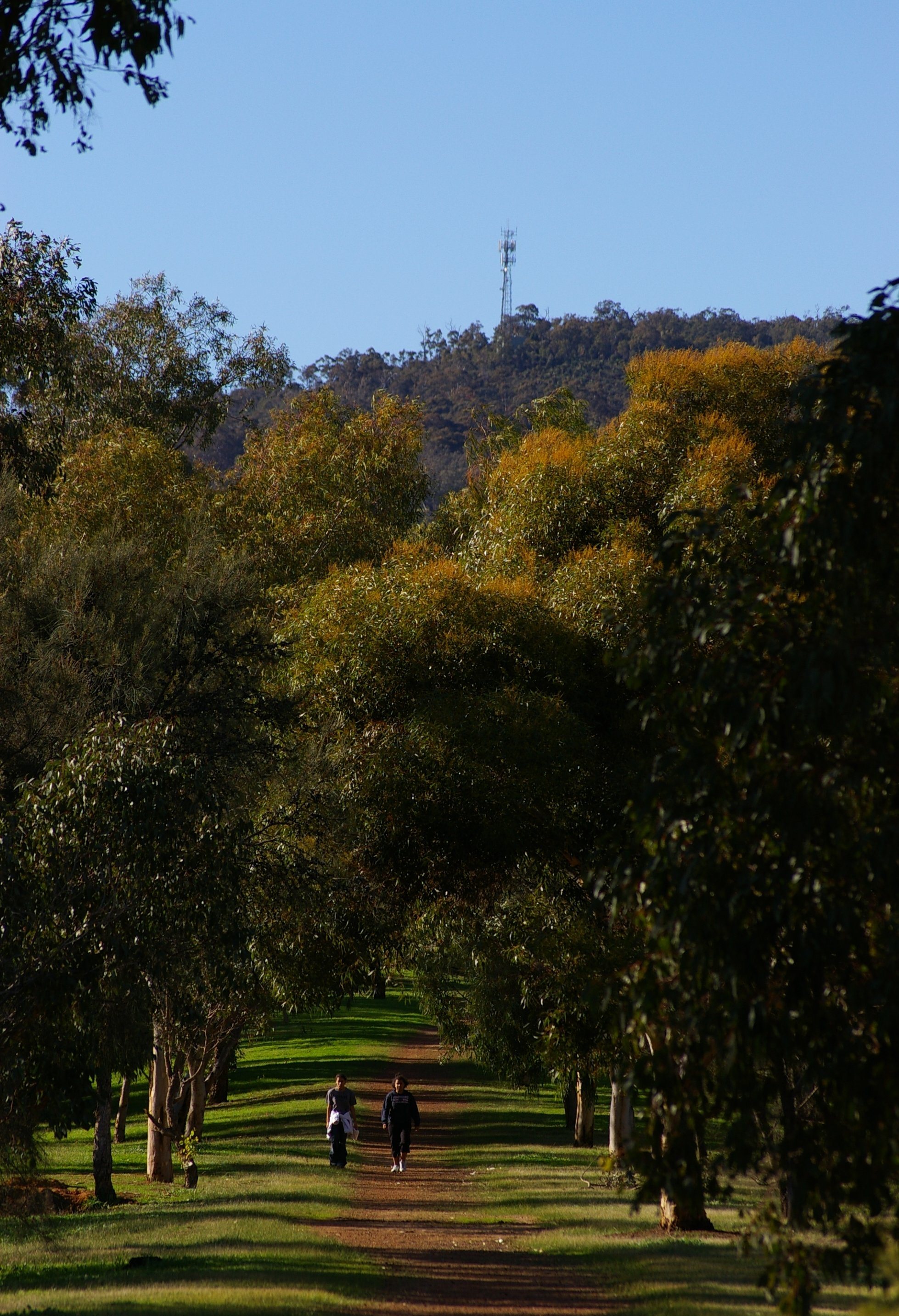
Eastern Rail Reserve nabij Bellevue met zicht op Greenmount
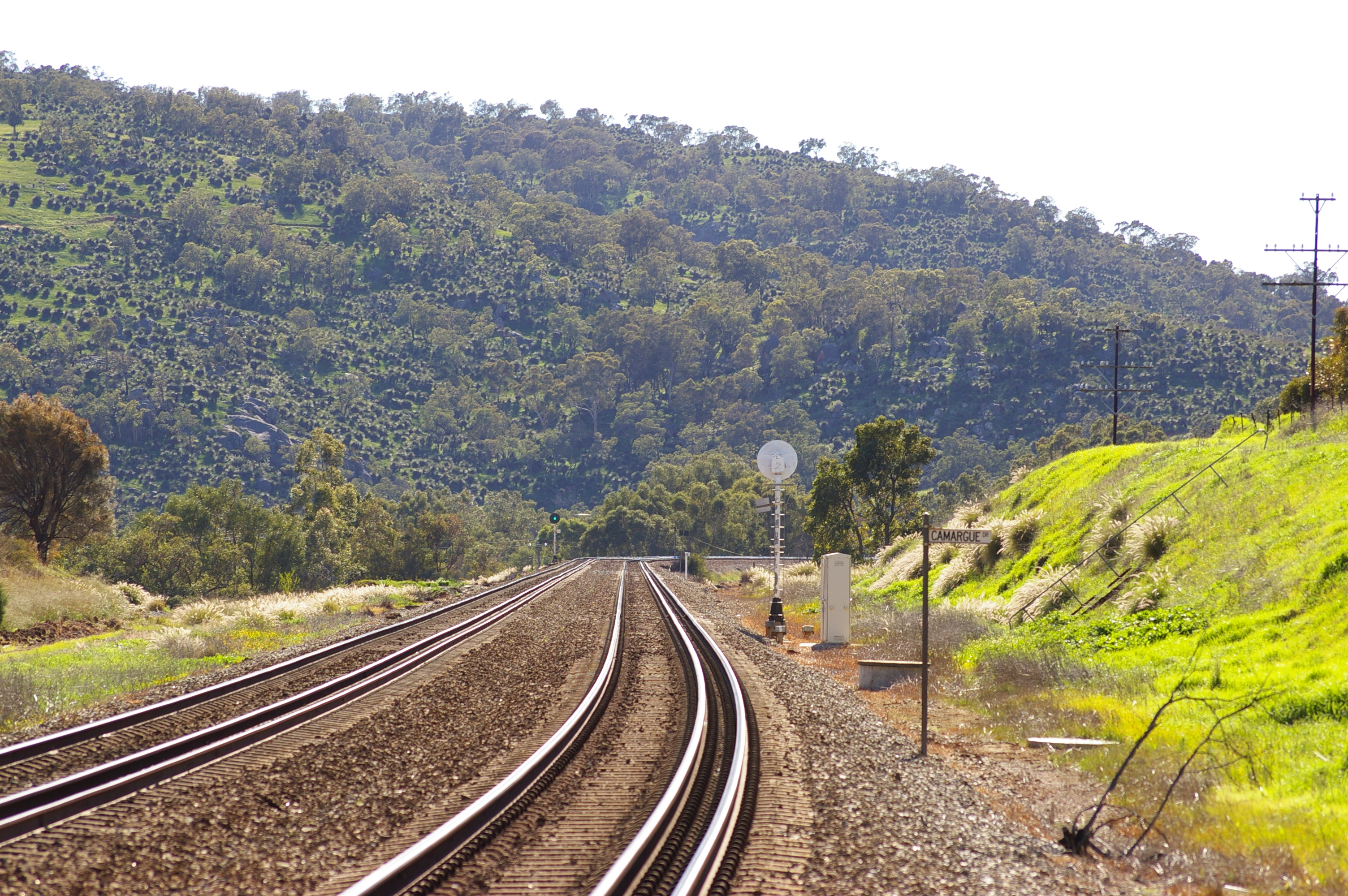
huidige derde traject door de vallei van de Avon
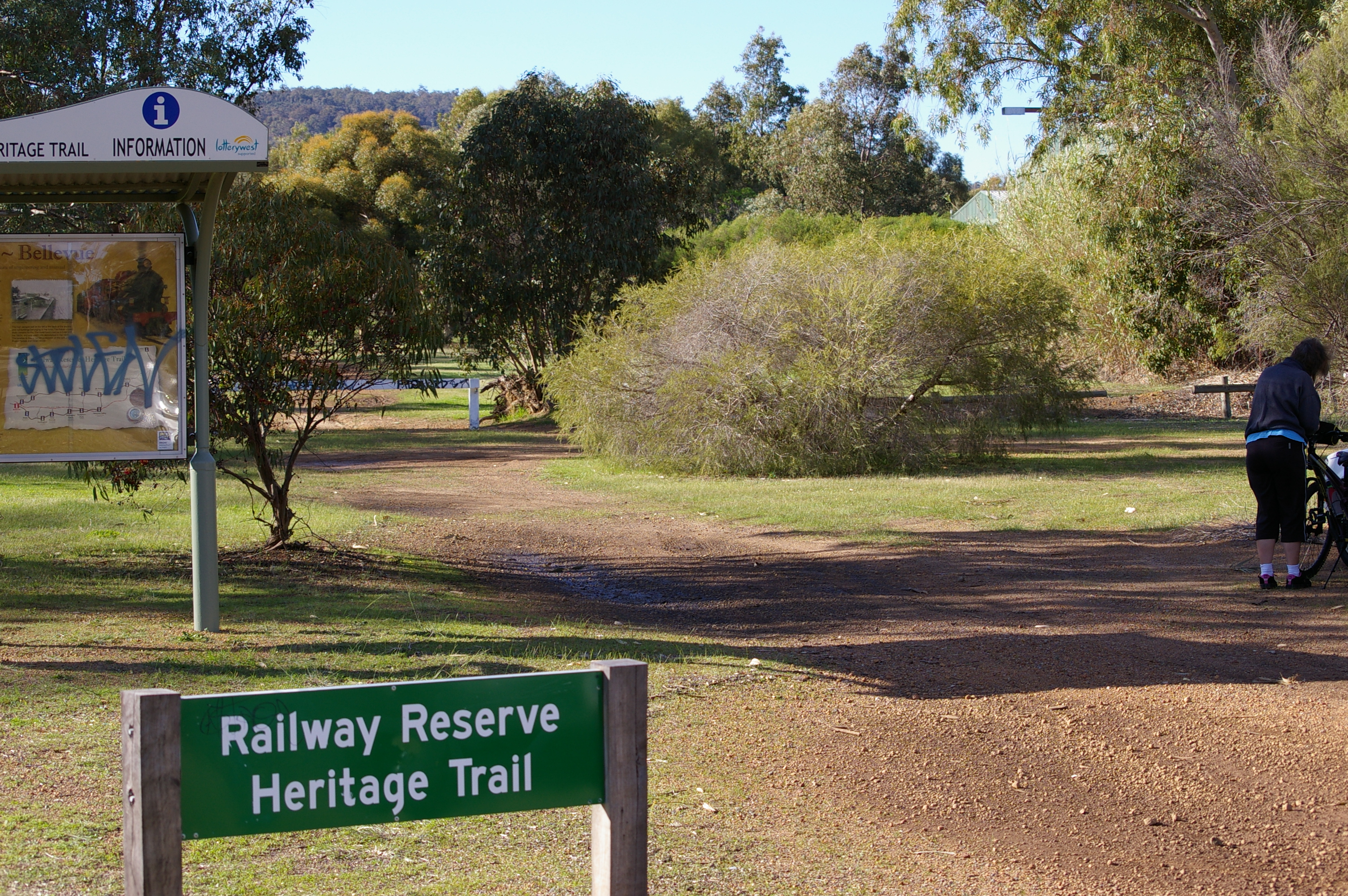
Railway Reserve Heritage Trail
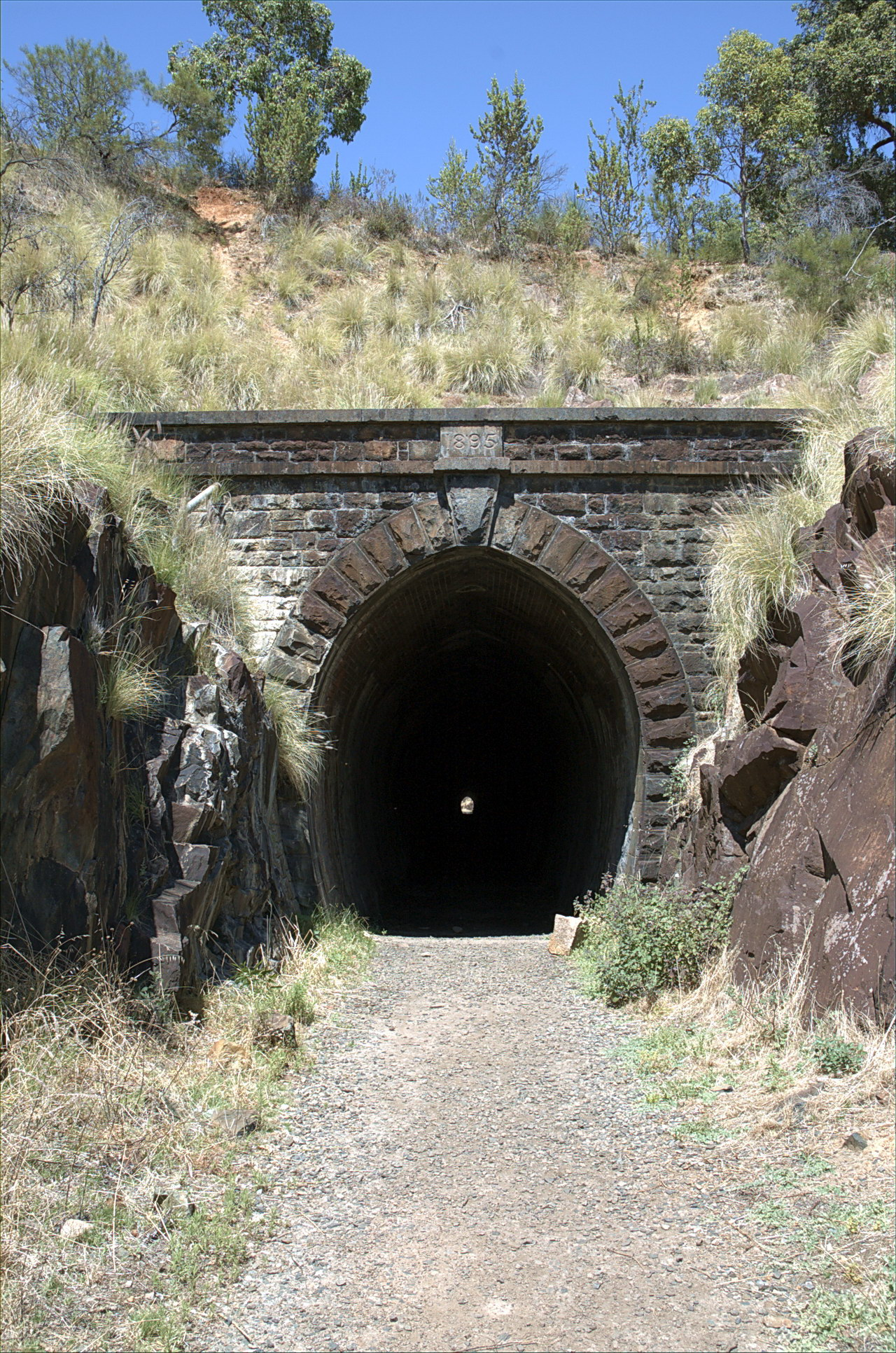
Swan View Tunnel
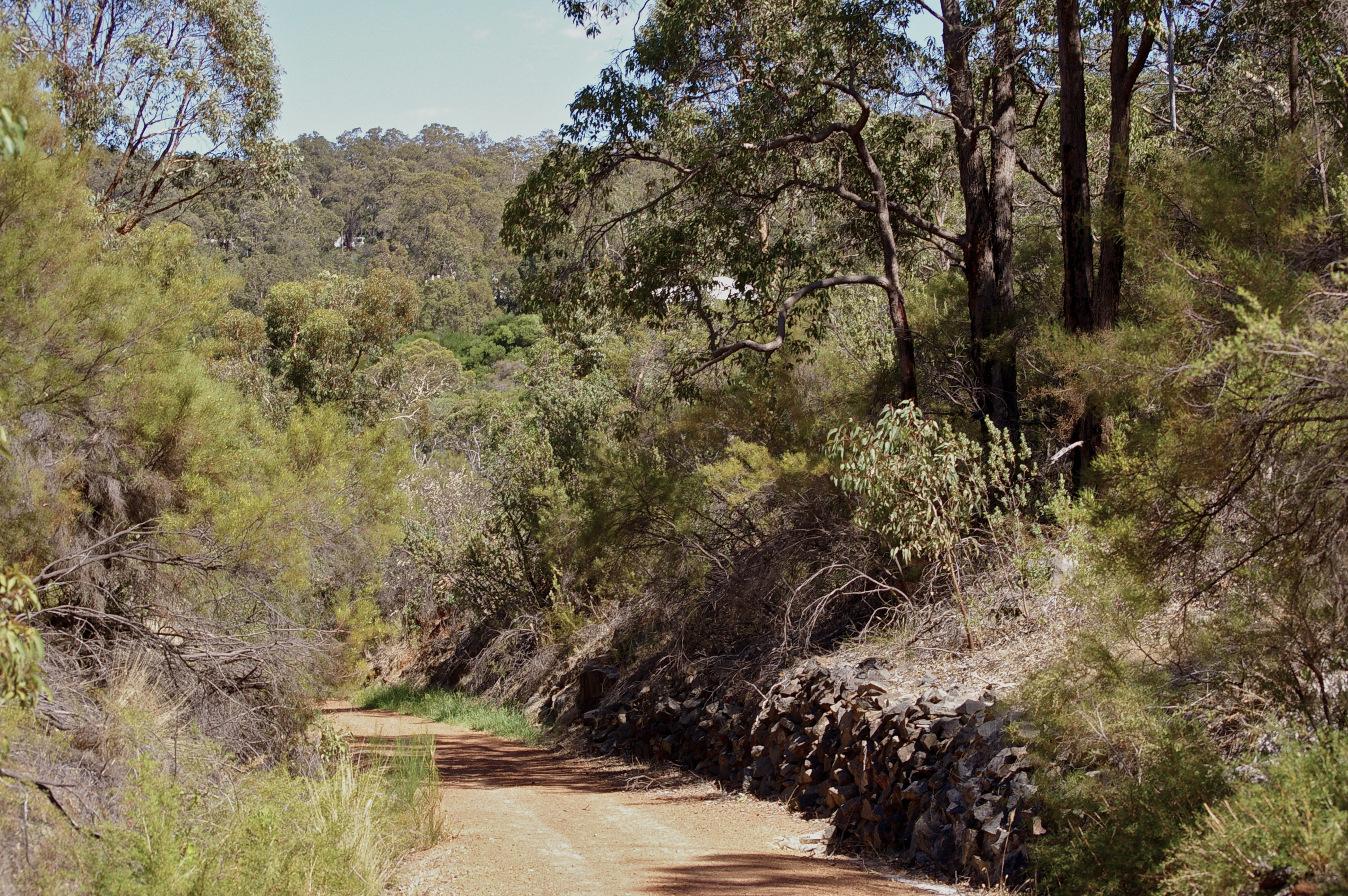
Devil's Terror sectie
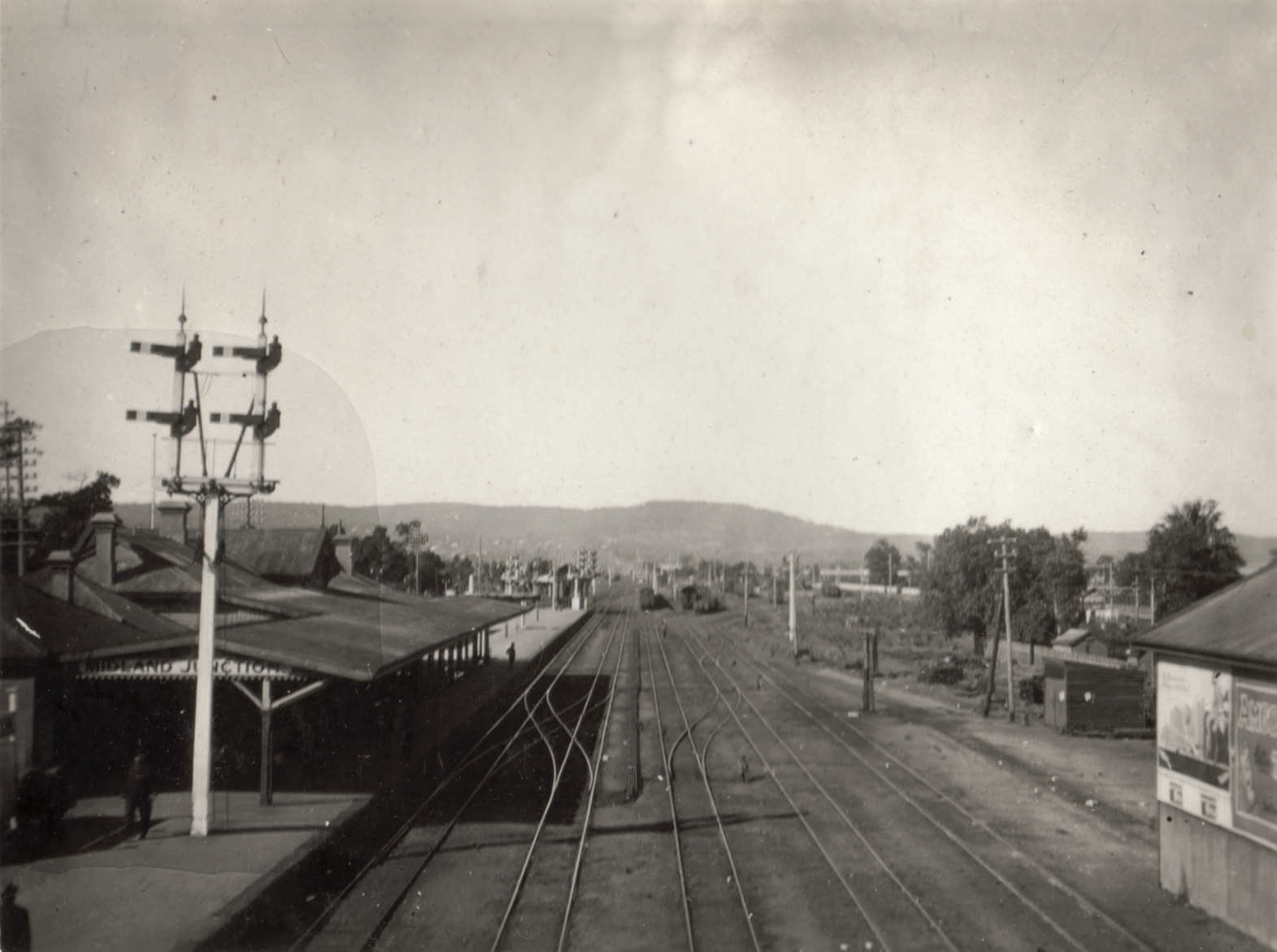
Midland Junction 1927